# Continued
Continued, stiliserat som ...Continued, är ett musikalbum av Tony Joe White som lanserades 1969 på Monument Records. Albumet var hans andra studioalbum. Skivans ledsingel "Roosevelt And Ira Lee" blev en måttlig singelframgång i USA och nådde plats 44 på singellistan. Albumet innehöll även Whites originalversion av "Rainy Night in Georgia" som Brook Benton 1970 fick en stor hitsingel med.
Albumet blev inte lika framgångsrikt i USA som debuten Black and White från 1968. Continued blev däremot en försäljningsframgång i Sverige och "Roosevelt and Ira Lee" låg på den inflytelserika Tio i topp-listan i två veckor 1970.

## Låtlista
(alla låtar komponerade av Tony Joe White)
1. "Elements and Things"
2. "Roosevelt and Ira Lee"
3. "Woodpecker"
4. "Rainy Night in Georgia"
5. "For Le Ann"
6. "Old Man Willis"
7. "Woman with Soul"
8. "I Want You"
9. "I Thought I Knew You Well"
10. "The Migrant"

## Listplaceringar
- Billboard 200, USA: #183[2]
- Kvällstoppen, Sverige: #11 (#3 på "LP-listan")[3]